# Arwen
Arwen Undómiel je lik iz knjige Gospodar prstenova.
Najmlađa je kći vilenjaka Elronda. Ona je princeza Rivendella.
Živjela je u Lorienu s majkom, a u vrijeme dolaska družine u Rivendell i ona je došla posjetiti oca. Aragorna je poznavala otprije i oni su se zaljubili. Otac ju je često nagovarao da ode s njim u Neumiruće zemlje no ona je zbog ljubavi prema Aragornu ostala u Međuzemlju. 
U filmu je ona spasila Froda od Nazgula, no u knjizi nikada nije naoružana. Aragornu je istkala zastavu nasljednika Isildura, tj. drvo Gondora sa 7 zvjezdica iznad njega, koju je on nosio u pohodu protiv Sauronovih snaga na Pelenorskim poljima. Kada je Aragorn postao kralj ona je postala kraljica Gondora. Nakon što je Aragorn umro u 210. godini života Arwen odlazi u Lorien te je boravila ondje dok nije došla zima. Prije proljeća legla je na počinak na Cerin Amrothu,ondje je i sada njezin zeleni grob i bit će zelen sve dok se ovaj svijet ne izmijeni, i dok ljudi,koji će poslije doći, sve dane njena života potpuno ne zaborave.